# Српска напредна странка у Македонији
Српска напредна странка у Македонији (скраћ. СНСМ; мкд. Српска напредна странка во Македонија, скраћ. СНСМ) је политичка партија Срба десно-либертаријанских начела, основана 2006. године, која делује као самостални политички субјект у Северној Македонији.
СНСМ је имала једног посланика (пратеника) у Скупштини („Собрању”) од 2011. до 2014.

## Политичко деловање странке
Основна политичка платформа и правац деловања је одбрана српског етничког идентитета од асимилације кроз културни конзерватизам — укључујући и учвршћење србистичких студија и обнове школства на српском језику, подршке новим облика српске културе, јачање политичких, економских и друштвених веза са Србијом, Републиком Српском, Србима у региону и дијаспори, кроз учешће у спецификама политичког плурализма у Северној Македонији. СНСМ залаже се за економски развој општина и микрорегиона у Северној Македонији који су насељени Србима, у склопу реформских дискурса на нивоу државе и експертских организација.
Иако Српска напредна странка у Северној Македонији јесте основана по праузору на Српску напредну странку која је основана, делује и чији је центар у Србији и са којом остварује узајамне везе и дели основу политичке оријентације, СНСМ има извесне политичке специфике, како платформске тако и са аспекта приступа решавању политичких проблема у Северној Македонији. У правном погледу, сагласно уставима као и законима, законским одредбама и другим актима које се односе на регулацију деловања политичких партија у Србији и Северној Македонији, СНСМ је и правно и организационо независна политичка организација од СНС у Србији.
СНСМ на изборима 2008. године није освојила ниједно место у Скупштини („Собрању”) Северне Македоније. Партија има кроз изборни процес освојене званичне функције у извршној власти у Куманову, а остварује и друге врсте јавних функција, претежно у северним крајевима Северне Македоније насељеним аутохтоним српским становништвом. Од 2006. до 2010. СНСМ остварује широк облик сарадње са политичким и невладиним организацијама у Северној Македонији, укључујући и ад хок коалиционе наступе. СНСМ је доктринално у опозицији са политичким партијама македонске и македонско-бугарске десне политичке оријентације (владајућа ВМРО-ДПМНЕ, ВМРО-НП) и против државног програма историјско-етнолошког ревизионизма који се спроводи од стране ВМРО-ДПМНЕ (официјелно протежирање несловенског порекла Македонаца и њиховог језичког, културног и етничког континуитета од Македонаца антике кроз механизме законодавне и извршне власти, укључујући академску историографију и јавни школски систем). Ради дводеценијског двопартијског система у „македонском политичком блоку” у ком су најистакнутије партије ВМРО-ДПМНЕ и СДСМ, и поред идеолошког диспаритета, СНСМ остварује блиске политичке односе са СДСМ, са којим се налази у озваниченој опозиционој коалицији.
Колоквијално се, најчешће унутар Севернe Македоније, СНСМ преноси у публикацијама и комуникацији као Српска напредна странка — СНС.
Председник СНСМ, Драгиша Милетић, изабран је на ванредним парламентарним изборима 2011 год. као посланик у Скупштини Северне Македоније.
На првом партијском конгресу, одржаном 9. марта 2014, у Куманову, за новог председника партије избран је Ване Величковић, док је Драгиша Милетић одржао конгрес у селу Бањани на Скопској Црној Гори, декларативно негирајући одлуку конгреса у Куманову.
На парламентарним изборима 2014. учествовала је у коалицији коју је предводила Грађанска опција за Македонију, цела коалиција је освојила 1 мандат а Српска напредна странка у Македонији је остала без мандата.
На парламентарним изборима 2016. учествовала је у коалицији коју је предводио СДСМ.